# Oxymormyrus boulengeri
Oxymormyrus boulengeri är en fiskart som först beskrevs av Pellegrin, 1900.  Oxymormyrus boulengeri ingår i släktet Oxymormyrus och familjen Mormyridae. IUCN kategoriserar arten globalt som livskraftig. Inga underarter finns listade i Catalogue of Life.